# Deinopidae
Deinopidae é uma família de aranhas araneomorfas cribeladas, de grandes dimensões (1,5 a 2,5 cm de comprimento corporal). São facilmente identificadas pelos dois grandes olhos medianos, posteriores. Estas aranhas têm uma forma incomum de capturar as suas presas, utilizando uma teia construída entre as suas pernas dianteiras que arremessam quando uma presa se aproxima. Durante o dia, ficam paradas e esticadas em superfícies como troncos de árvores, barrancos, entre outros, mimetizando um graveto.  

## Géneros
A família Deinopidae inclui os seguintes géneros:
- Avella O. P-Cambridge, 1877 (Austrália)
- Avellopsis Purcell, 1904 (África do Sul)
- Deinopis Macleay, 1839 (cosmopolita)
- Menneus Simon, 1876 (África)